# 永井結子
永井 結子（ながい ゆうこ）は、納棺師、作家。「日本アイデア作家協会」会員。

## 来歴
- 短大卒業後、大手化粧品メーカー勤務。
- 納棺師に転職。これまでに4000体を超える遺体への処置を施してきた
- 納棺（湯灌）のほか、修復の難しい特殊メイクなどの案件も数多く手がける。
- 2005年8月より納棺師としての生活や技術的なノウハウを詳細に書き綴ったブログ『今日のご遺体』をスタート。

## 著書
- 『今日のご遺体 女納棺師という仕事』（2009年6月20日、祥伝社黄金文庫、256ページ）

　2018年8月高島礼子主演により映画化される。映画タイトル『おみおくり』（監督脚本：伊藤秀裕 制作：エクセレントフィルムズ）

## 著書を持つその他の納棺師
- 青木新門
- 熊田紺也
- 槇村聡
- 刈草亜美